# 洪敷教
洪敷敎（?—?），號敬宇，遼東東寧衛（在今辽阳市老城）官籍。明末清初政治人物，同進士出身。

## 生平
萬曆三十七年（1609年）順天府鄉試舉人，四十一年（1613年）癸丑科三甲257名進士，吏部觀政，四十三年授順德府推官，天啓元年（1621年）補臨洮府推官，擢兵部職方司主事，贊畫遼東軍事，二年管理山海关，改南京职方司主事，四年歷升员外郎、郎中，調精膳司郎中，六年升保定府知府。天啓中奸細武長春詐言娶南禮部郎中洪敷教女，坐落職，至是天启七年十二月疏辨，下所司議復。崇祯元年（1628年）復官，出任山西平阳府知府，二年升山西副使。历登萊監軍僉事。
清兵入關後歸順，授浙江按察使司副使、巡海道。

## 家族
曾祖洪宁，寿官。祖父洪佑。父洪尚忠，儒官。